# (3769) Arthurmiller
(3769) Arthrmiller est un astéroïde de la ceinture principale.

## Description
(3769) Arthurmiller est un astéroïde de la ceinture principale. Il fut découvert par Luboš Kohoutek et Andreas Kriete le 30 octobre 1967 à Bergedorf. Il présente une orbite caractérisée par un demi-grand axe de 2,26 UA, une excentricité de 0,113 et une inclinaison de 4,65° par rapport à l'écliptique.
Il fut nommé en hommage à l'écrivain, dramaturge et essayiste américain Arthur Miller (1915-2005).

## Compléments